# Карло Леви
Карло Леви (на италиански: Carlo Levi) е италиански писател, журналист, лекар и художник.
Автор е на книгите „Христос се спря в Еболи“ (1945, автобиографична), „Думите, хвърлени камъни“ (1955, наградена с престижното отличие „Виареджо“), „Двойната нощ на липите“ (1959) и други.

## Живот и творчество
Роден е в заможно еврейско семейство, добре вписано в италианското общество. Негови родители са Ерколе Леви и Анета Тревес. През 1917 г. започва да следва медицина в Торинския университет. Дипломира се като лекар през 1924 г. През 1924 – 1928 г. работи като асистент лекар в една от болниците в Торино, но заедно с това се занимава и с живопис и с политическа дейност. Скоро става част от създадената от Пиеро Гобети група „Либерална революция“ (Rivoluzione liberale). След това за известно време живее в Париж. През 1929 г. взима участие в изложбата „Шестима торински художници“ (Sei pittori di Torino).
През 1929 г. създава заедно с Карло и Нело Росели антифашистката група „Справедливост и свобода“ (Giustizia e Libertà). На 13 март 1934 г. е арестуван от фашистките власти на Италия и отначало е задържан за два месеца в предварителен арест в Рим. През май 1935 г. е изселен в южно-италианския регион Лукания (днес Базиликата). Известно време живее в градчето Грасано, а след това – в селцето Алиано, от септември 1935 до май 1936 г. Там той, съобразявайки се с бедността на селяните, безплатно практикува като лекар – до момента, в който му е забранено от провинциалните власти.
Като художник Карло Леви отхвърля както абстракционизма, така и лозунга „изкуство за изкуството“. В ранния период на творчеството си се намира под влиянието на френските импресионисти. По-късно, по време на заточението си в Алиано развива реалистическо изкуство. Прави портрети на местни селяни и неразкрасени пейзажи на изгорели под южното слънце полета.
През 1936 г. е освободен от заточението заради амнистията, обявена във връзка с превземането от италианските войски на Адис Абеба. Заминава за Париж, откъдето ръководи действията на групата „Справедливост и свобода“. През 1941 г. се завръща в Италия, но във Флоренция е арестуван и пратен в затвора. След ареста на Бенито Мусолини Карло Леви е освободен. Избира за свой дом флорентийския дворец Пити и през 1943 – 1944 г. написва в него знаменитата си автобиографична книга „Христос се спря в Еболи“ (Cristo si è fermato a Eboli).
След края на Втората световна война живее в Рим, където издава списанието Свободна Италия (Italia libera). Активно се занимава с живопис, а картините му са излагани в различни страни на Европа и в САЩ. Занимава се и с писане на есета и художествена проза.
През 1963 г. е избран за сенатор като кандидат от Италианската комунистическа партия. Член е на Италианския сенат до 1972 г.
През последните години на живота си ослепява, но продължава да пише (книгата Quaderno a cancelli, изд. 1979) и да рисува. Умира от пневмония в една от болниците на Рим. Изпълнявайки завещанието му, го погребват в селското гробище на Алиано.

## Избрана библиография
- Paura della pittura (1942)
- Cristo si è fermato a Eboli (Einaudi, 1945)
- Paura della libertà (1946)
- L'orologio (Einaudi, 1950)
- Le parole sono pietre (Einaudi, 1955)
- II futuro ha un cuore antico (Einaudi, 1956; носител на Premio Viareggio)
- La doppia notte dei tigli (Einaudi, 1959)
- Un volto che ci somiglia (Ritratto dell'Italia) (Einaudi, 1960)
- Tutto il miele è finito (Einaudi, 1964)
- Quaderno a cancelli (Einaudi, 1979; посмъртна публикация)
- Coraggio dei miti (Scrìtti contemporanei 1922 – 1974) (De Donato, 1975; посмъртна публикация)
- Carlo Levi inedito: con 40 disegni della cecità, Donato Sperduto (ed.), Edizioni Spes, Milazzo, 2002.

## За него
- Giuseppe Appella, Carlo Levi e „Lucania '61“, De Luca Edizioni d'Arte, Roma, 1989.
- David Ward, Carlo Levi, La Nuova Italia, Milano, 2002.
- Domenico Musicco, „Oltre il confino“, в: Giornale Storico del Centro Studi di Psicologia e Letteratura, 1 – 2005.
- Michel Arouimi, Magies de Levi, Schena-Lanore, Fasano-Parigi, 2006.
- Giancarlo Pauletto (ред.), Carlo Levi 1935 – 1936: Figure prima della storia, Comune di Pordenone Editore, Pordenone, 2006.
- Donato Sperduto, Maestri futili? Gabriele D'Annunzio, Carlo Levi, Cesare Pavese, Emanuele Severino, Aracne, Roma, 2009.
- Giovanni Russo, Carlo Levi segreto, Dalai editore, Milano, 2011.
- Dalia Abdullah, „Pittura e letteratura: Il bilinguismo di Carlo Levi“, в: Riscontri. Rivista trimestrale di cultura e di attualità, XXXIV (2012), 3 – 4, pp. 9 – 54.
- Oltre il buio. Scritti per Carlo Levi, под ред. на P. L. Berto, Ensemble, Roma, 2013.